# 5337 Aoki
5337 Aoki eller 1991 LD är en asteroid i huvudbältet som upptäcktes den 6 juni 1991 av de japanska astronomerna Satoru Otomo och Osamu Muramatsu i Kiyosato. Den är uppkallad efter den japanska astronomen Masahiro Aoki.
Asteroiden har en diameter på ungefär 30 kilometer.